# Абишево (Промишленнівський округ)
А́бишево (рос. Абышево) — село у складі Промишленнівського округу Кемеровської області, Росія.

## Населення
Населення — 731 особа (2010; 739 у 2002).
Національний склад (станом на 2002 рік):
- росіяни — 95 %